# Apama (filla d'Artabazos)
Apama segons Plutarc, o més pròpiament Artacama, derivat del persa Arta kama (Desig d'Arta), va ser una filla del sàtrapa Artabazos II de la Frígia Hel·lespòntica. La mencionen Arrià, i Plutarc.
Els macedonis la van fer presonera junt amb altres membres de la família reial, probablement a Damasc, just abans de la batalla d'Issos el 333 aC. Sis anys després el 327 aC Alexandre el Gran la va donar en matrimoni a les noces col·lectives celebrades a Susa, al seu general Ptolemeu (futur Ptolemeu I Sòter) que no obstant no la va seleccionar com la seva reina el 321 aC.